# ブロック紙
ブロック紙（ブロックし）とは、販売地域が複数の都府県にまたがる地方紙を指す表現。元々は日本における1940年前後の新聞統制において、複数の府県にまたがって配布することを認められた4紙を指す表現であったが、戦後は意味が曖昧になり、本来の4紙以外の有力な地方紙の中にブロック紙として扱われたり、ブロック紙を自称するものが現れるようになった。

## 概要
太平洋戦争時の統制経済体制において、全国を販売地域とした「全国紙」（現在の全国紙五紙と同一）と、単一の都府県のみを販売地域とした「県紙」のほかに、複数の都府県での販売が認められた地方紙があり、それらを「ブロック紙」と称した。すなわち、東京新聞、中部日本新聞（現在の中日新聞）、大阪新聞、西日本新聞の4紙である。
戦後になり、県紙の中から前述の4紙と同程度の発行部数や社会的影響力を持つものが現われ、それらがブロック紙を自称し、または他称されるようになった。詳しくは後述する。
なお、東京新聞は1963年に中日新聞社の傘下に入り、さらに1967年からは中日新聞東京本社が編集と発行を行うようになったため、単独のブロック紙としては扱われない場合がある。
また、大阪新聞は戦後、大阪府内を主な販売エリアとする地方紙となり、事実上ブロック紙ではなくなった後も大阪ローカルの夕刊紙（ただし、京阪神など近畿圏の大半では販売していたので「準ブロック紙」ではあった）として存続したが、2002年に産経新聞と紙面統合して休刊し、2004年には発行元である大阪新聞社が産業経済新聞社（産経新聞社）に吸収合併されるに至った。
よって、戦中から引き続いてブロック紙であり続けているのは、中日新聞（東京新聞）と西日本新聞ということになる。
なお島根県と鳥取県を販売区域とする『山陰中央新報』は「山陰でただ一つのブロック紙」を名乗っていた。

## 戦後のブロック紙
全国紙以外の新聞において、
- 広域的な影響力
- 発行部数の多さ

の2つの指標から「ブロック紙」とされる新聞がいくつかある。
両方の条件を満たすブロック紙として、ブロック紙3社連合を構成する北海道新聞、中日新聞、西日本新聞の3紙がある。国立国会図書館もこれらの3紙をブロック紙の例としている。中日新聞東京本社発行の東京新聞を中日新聞から分離して4紙とする場合もある。これらの新聞は発行部数が多く、一般購読者も広い地域に分布している。これらの新聞を発行する北海道新聞社、中日新聞社、西日本新聞社の3社は「ブロック紙3社連合」を結成している。
愛知県名古屋市に本拠地を置き、三大都市圏である中京圏（名古屋都市圏）を地盤とする中日新聞は、東海3県（愛知県・岐阜県・三重県）全てでシェア1位を獲得しており、県紙でも全国紙でもない新聞のシェアトップが発行元の都道府県以外で存在するという現象が全国でここだけ見られる点が特筆的である。東海本社が位置する浜松市など静岡県西部でも高いシェアを持つ。また、中日新聞社は東京本社が発行する東京新聞、北陸本社が発行する北陸中日新聞なども含めると、毎日新聞、日経新聞、産経新聞といった全国紙を上回る発行部数を誇るため、ブロック紙の中では別格の存在である。
北海道は1つの地方（九州の約2倍の面積）で1つの地方自治体となっていることや、特定の地域のみに発行対象地域を絞り込んだ地方紙が多数存在し、北海道新聞よりシェアが高い地方紙もそれなりにあり、十勝毎日新聞社などのように一部地域で経済的にも高い地位を有しているものもあるため、北海道新聞そのものが「道紙」と「ブロック紙」双方の性質を有しているとされている。
西日本新聞は北部九州のブロック紙でありながら福岡県の県紙としての性格も兼ねており、福岡県およびそれらの結びつきが強い佐賀県（特に唐津都市圏・鳥栖都市圏）、長崎県壱岐・対馬、大分県北西部（特に中津都市圏・日田市）、熊本県北部（特に荒尾市）ではそれなりの部数を持つ。それ以外では県紙の力が強いが故に発行部数もそれよりも少なく、福岡県との結びつきがあまり強くない南九州（宮崎県、鹿児島県）、沖縄県、山口県は発行を終了するほど極端に少なかった。逆に、福岡県における本来の県紙であったフクニチ新聞は、西日本新聞とのシェア争いに敗れ、廃刊となっている。
また、広域的な影響力がある河北新報と中国新聞の2紙をブロック紙に加える場合が多い。これら2紙の実態は河北新報が宮城県（特に仙台都市圏）、中国新聞が広島県（特に広島都市圏）のローカル紙もしくは各々の県の県紙としての性格が強く、上記の3紙のような一般購読者が広域に多数存在するブロック紙とは異なる。河北新報は岩手県内における仙台藩と一関藩の領域にあたる同県南部、中国新聞は広義の広島都市圏にあたる岩国市・玖珂郡和気町などの山口県東部（岩柳地区）にそれぞれ県境を越えてある程度まとまった部数を配布しているが、それでもそれぞれの発行地における普及率よりかなり低い水準にとどまっている。しかし、それぞれ東北地方および中国地方という地域ブロックを取材ならびに販売の対象地域としているため、それらのブロック内の政治・経済を広く俯瞰することが必要な地方自治体や地方企業にとっては重要な情報源となっている。すなわち、メインエリアの県外では家庭での購読よりも職場での購読を主としており、発行部数よりも地方ブロックでの影響力から見たブロック紙と言える。九州全域において取材や影響力の面で一定の機能を果たしてはいるものの、発行拠点を置く福岡県以外の九州各県での普及率は低水準である西日本新聞の位置づけを基準とすれば、それに準ずる存在として河北新報と中国新聞もブロック紙扱いされているものと理解できる。また、発行部数の点では、中国新聞は西日本新聞を上回っている。
この他、ブロック紙ほど広域的な影響力はあまりないが、発行部数が一般的な県紙より多い（河北・中国・西日本等のブロック紙に匹敵）という理由で、静岡新聞、新潟日報、信濃毎日新聞、京都新聞、神戸新聞、山陽新聞など有力な地方紙のいくつかをブロック紙に準ずるものとして扱うことがある。これらの新聞が拠点とする県には、日本経済を支える国内有力企業が一定数存在し、情報ソースとなるこれらの新聞の影響力が他のブロック紙に準ずると見なすことも出来るため、広域的な影響力はなくともブロック紙と同列視される場合もある。なお、京都新聞・山陽新聞をブロック紙に準じて扱う立場は、前者が京都・滋賀の2府県、後者が岡山・広島の2県に配布圏を持つことも根拠の一つである。また、大都市圏に含まれないにもかかわらず、静岡新聞や信濃毎日新聞等は、西日本新聞や河北新報等の一部ブロック紙の発行部数を上回っている。
さらに、歴史的経過から隣県の一部地域でも配布を行なっている北國新聞（配布対象は石川県。発行元の北國新聞社は富山県で富山新聞を発行）や日本海新聞（配布対象は鳥取県と兵庫県但馬地方。発行元の新日本海新聞社は大阪府で大阪日日新聞を発行）、山陰中央新報（配布対象は島根県と鳥取県西部）、南日本新聞（配布対象は鹿児島県と宮崎県諸県地方及び熊本県水俣市）などをブロック紙と捉える記述も散見されるが、いずれも拠点とする都道府県以外での発行部数・普及率は微々たるものであり、一般的な理解ではない。
また、通常は全国紙として分類されている産経新聞についても、発行部数の多くが関西圏・首都圏の両都市圏で占められ、とりわけ発祥の地である大阪府の部数が他県よりも極めて多く、全国の地方新聞社が加盟している47CLUBに大阪府の会員社としての扱いで参加していることから、まれに大阪府の「府紙」としての性格を兼ねたブロック紙として扱われている。
経済紙としては、愛知県を中心とした東海4県の経済情報を扱う中部経済新聞があり、同紙のホームページでは「全国唯一のブロック経済紙」を称している。ただし、発行部数は東海4県の全てを合計しても約10万部程度にとどまっている。

## ブロック紙一覧

### ブロック紙3社連合加盟紙
- 北海道新聞（北海道地方：全域）
- 中日新聞（中部地方：愛知県、岐阜県、三重県、長野県中信・南信、静岡県遠州・駿河、福井県の一部、近畿地方：滋賀県の一部、和歌山県の一部）
  - 東京新聞（中日新聞東京本社発行、関東地方：東京都、神奈川県、千葉県、埼玉県、茨城県、栃木県、群馬県、中部地方：静岡県駿河・伊豆）
  - 北陸中日新聞（中日新聞北陸本社発行、北陸地方：富山県、石川県）
  - 日刊県民福井（中日新聞福井支社発行、北陸地方：福井県）
- 西日本新聞（九州北部地方：福岡県、佐賀県、長崎県、熊本県、大分県）

### ブロック紙3社連合非加盟紙
- 河北新報（東北地方：宮城県、山形県、福島県、岩手県、秋田県、青森県）
- 中国新聞（中国地方：広島県、山口県、岡山県、島根県、鳥取県の一部）

### ブロック経済紙
- 中部経済新聞（東海地方：愛知県、岐阜県、三重県、静岡県遠州[注 8]）

### ブロック紙に準ずる規模の地方紙
- 静岡新聞（静岡市）の配布対象は静岡県と愛知県豊橋市周辺で、中日新聞および東京新聞と重複する。ただし、限られた配布対象でありながら、発行部数はブロック紙の東京新聞・河北新報・中国新聞を上回っており、地方紙では国内トップである。
- 新潟日報（新潟市）は河北新報や中国新聞と共にブロック紙3社連合と近い関係にある。配布対象の新潟県は、東京新聞、北陸中日新聞、河北新報とも取材および配布の対象外となっている。
- 信濃毎日新聞（長野市）の販売対象は長野県に限られているが、発行部数はブロック紙に比肩する。なお、中信・南信地方は中日新聞と販売エリアが重複する。
- 京都新聞（京都市）は配布対象が京都府と滋賀県の2府県である（大阪府の一部でも購入可能）。なお、滋賀県は中日新聞と販売エリアが重複する。神戸新聞とは三都合同新聞の後身同士でもあり、阪神大震災時には京都新聞社が神戸新聞の紙面製作を代理するなど両紙は友好的な関係である。
- 神戸新聞（神戸市）は河北新報や中国新聞と共にブロック紙3社紙連合と近い関係にあり、デイリースポーツの発行元でもあることからブロック紙と同列に見なされることもある。ただし、同紙の取材ならびに配布対象はほぼ兵庫県に限定されており、大阪市内の一部地域で購入可能ではあるものの、実質的には県紙である。なお、発行元の神戸新聞社が戦前に大阪と京都でもそれぞれ新聞を発行していた（三都合同新聞）ため、名実ともにブロック紙だった時期がある。
- 山陽新聞（岡山市）は配布対象が岡山県と香川県直島町、及び広島県備後地方と広島市の一部であり、販売エリアが中国新聞と重複する。なお、2011年までは香川県内全域が配布対象となっており、高松市には支社も置かれていた。